# Pierre-Raimond de Barcelone
 (novembre 2024).
Si vous disposez d'ouvrages ou d'articles de référence ou si vous connaissez des sites web de qualité traitant du thème abordé ici, merci de compléter l'article en donnant les références utiles à sa vérifiabilité et en les liant à la section « Notes et références ».
Pierre-Raimond de Barcelone (catalan : Pere Ramon de Barcelona) 1040-1073, fils de Raimond-Bérenger Ier de Barcelone et de sa première femme, Elisabeth de Nîmes, comtes de Barcelone, Gérone et Osone, entre autres.

## Biographie
Fils ainé du comte, il est écarté de l'héritage barcelonais sous l'influence de sa belle-mère, Almodis de la Marche. Entre 1067 et 1070, Almodis pousse son mari a l'achat des comtés de Carcassonne et de Razès, que le couple comtal projetait sans doute de donner en apanage à Pierre-Raimond, afin d'accorder le patrimoine catalan a leur fils Raimond-Bérenger II. Pierre-Raimond assassine sa belle-mère le 16 octobre 1071, crime pour lequel il est déshérité et exilé en terre d'Islam. Pour châtiment il est dépossédé de ses droits héréditaires et le pape Grégoire VII le condamne à l'exil, durant lequel il meurt en lutte contre les sarrasins. À un moment postérieur au 22 avril 1073 il est condamné par le Collège cardinalice à une dure pénitence de vingt quatre années et exilé à Jérusalem. Son lieu d'exil a dû être modifié par la suite puisqu'il meurt sans descendance en Espagne musulmane.